# Orphanoiulus dinapolii
Orphanoiulus dinapolii Strasser, 1960 è un artropode diplopode della famiglia Blaniulidae, endemico di alcune grotte del territorio palermitano.
È uno dei componenti dell'entomofauna ipogea della Grotta Conza e della Grotta della Molara.